# Министерство просвещения Казахстана
Министерство просвещения Республики Казахстан (каз. Қазақстан Республикасының Оқу-ағарту министрлігі) является государственным исполнительным органом, осуществляющим руководство в сферах: дошкольного, среднего, технического и профессионального, послесреднего образования, дополнительного образования и охраны прав детей и обеспечение качества в сфере дошкольного, среднего, технического и профессионального, послесреднего образования.

## Структура
- В состав министерства входят следующие ведомства:

1) Комитет по обеспечению качества в сфере образования Министерства
просвещения Республики Казахстан; 

2) Комитет по охране прав детей Министерства просвещения Республики
Казахстан; 

3) Комитет среднего образования Министерства просвещения Республики
Казахстан.
- Перечень организаций, находящихся в ведении Министерства:

1) Республиканское государственное казенное предприятие "Республиканский научно-практический центр "Дарын".

2) Республиканское государственное казенное предприятие "Национальный научно-практический центр физической культуры". 

3) Республиканское государственное казенное предприятие "Республиканский учебно-оздоровительный центр "Балдаурен". 

4) Республиканское государственное казенное предприятие "Республиканский учебно-методический центр дополнительного образования". 

5) Республиканское государственное предприятие на праве хозяйственного ведения "Национальная академия образования имени И. Алтынсарина". 

6) Акционерное общество "Финансовый центр" 50 (пятьдесят) процентов. 

7) Акционерное общество "Национальный центр исследований и оценки образования "Талдау" имени Ахмет Байтұрсынұлы". 

8) Акционерное общество "Национальный центр повышения квалификации "Өрлеу".
 
9) Некоммерческое акционерное общество "Talap". 

10) Некоммерческое акционерное общество "Национальный институт гармоничного развития человека". 

11) Некоммерческое акционерное общество "Республиканская физико-математическая школа".

## Задачи
1) формирование единой государственной политики в области дошкольного воспитания и обучения, среднего, технического и профессионального, послесреднего образования, дополнительного образования, охраны прав детей; 

2) создание необходимых условий для получения образования на всех уровнях, за исключением высшего и послевузовского образования;

3) обеспечение охраны прав и законных интересов детей.

## Министры просвещения
Министерство, начиная со дня образования, возглавляли 2 человека:
| № | Ф.И.О.             | Дата начала и окончания работы на посту |
| 1 | Асхат Аймагамбетов | 12 июня 2022 — 4 января 2023            |
| 2 | Гани Бейсембаев    | с 4 января 2023                         |